# هینا سلیم
هینا سلیم (انگلیسی: Hina Saleem) یک زن پاکستانی ساکن ایتالیا بود که در یک قتل ناموسی کشته شد.